# Konservering (kulturarv)

Konservering av skor

Konservering av kulturhistoriska föremål och konstföremål innebär främst åtgärder som syftar till att förhindra och sakta ner nedbrytningen av det fysiska materialet. Det kan också innebära att varsamt restaurera dessa föremål. Begreppet konservering brukar vanligtvis delas upp i två olika kategorier: aktiv konservering och preventiv konservering. Konservering av kulturarvsföremål utförs av en konservator. 
Med aktiv konservering menas åtgärder som kräver faktiska ingrepp på föremålet, exempelvis nedfästning av flagnande färg, sammanfogning av trasiga delar eller avlägsnande av korrosionsprodukter från metallföremål. Även retuschering räknas som en del av den aktiva konserveringen. Begreppet preventiv konservering avser åtgärder som rör den omgivning som föremålet befinner sig i, exempelvis att ta bort skadligt UV-ljus genom att mörklägga ett utställningsrum, att reglera klimatet i byggnader eller helt enkelt att skydda föremålen från väder och vind.
Många museer och även arkiv har idag anställda konservatorer, här är det vanligt att konservatorer, förutom att konservera föremål, även arbetar övergripande med samlingsförvaltningsfrågor. Andra konservatorer arbetar i större firmor eller i enskilda firmor, med exempelvis konservering och restaurering av kyrkliga inventarier, arkitekturbundet måleri, målningar, skulpturer, kartor och andra kulturarvsföremål. En konservator kan även utföra förundersökningar inför konserverings- och restaureringsprojekt, vård och underhållsplaner för kyrkor, programskrivningar, materialanalyser och inventeringar.   